# 川村雄大
川村 雄大（かわむら ゆうだい、1984年6月29日 - ）は、日本の政治家、医師。公明党所属の参議院議員（1期）。公明党青年局次長、公明党東京都本部副代表。

## 経歴
北海道帯広市に生まれる。小学6年生の時に妹がプールで溺れて救急搬送されたことをきっかけに、医師の道を志す。中学時代には生徒会長や野球部のキャプテンを務めた。2003年、創価高等学校卒業。2011年に東京医科歯科大学医学部医学科を卒業し、東京医科歯科大学医学部附属病院に研修医として勤務する。2013年、東京医科歯科大学消化管外科学講座に入局した。
2020年からは東京都立豊島病院に外科医として勤務する。新型コロナウイルスのパンデミックが発生すると、人類が未知のウイルスの脅威にさらされる中、最前線でコロナウイルス患者の診療に当たった。2021年、東京医科歯科大学大学院医歯学総合研究科博士課程を修了し、食道がんの内視鏡治療に関する研究論文で医学博士号を取得した。
2022年4月、新渡戸記念中野総合病院外科医長に就任。2024年、東京科学大学病院食道外科助教に就任し、食道がんのロボット支援手術などの高度先進医療に従事する。
2024年11月をもって東京科学大学病院を退職。同年12月、公明党青年局次長に就任するとともに、翌年の第27回参議院議員通常選挙に公明党公認で東京都選挙区から立候補することを表明する。2025年7月、公明党元代表の山口那津男の後継として東京都選挙区から立候補し、得票数第4位で初当選した。

## 人物
- 家族：妻、2人の子ども、ペット（犬）[11]
- 趣味：子どもと遊ぶこと、家族とドライブ[12]
- 尊敬する人：手塚治虫、上杉鷹山[12]
- 子どものころの夢：プロ野球選手[12]

## 資格
- 医学博士（東京医科歯科大学）
- 日本消化器外科学会消化器外科専門医
- 日本内視鏡外科学会技術認定医

## 役職歴

### 公明党
- 東京都本部副代表
- 青年局次長

## 選挙歴
| 当落 | 選挙                     | 執行日         | 年齢 | 選挙区       | 政党   | 得票数     | 得票率 | 定数 | 得票順位 /候補者数 | 政党内比例順位 /政党当選者数 |
| ---- | ------------------------ | -------------- | ---- | ------------ | ------ | ---------- | ------ | ---- | ------------------ | ---------------------------- |
| 当   | 第27回参議院議員通常選挙 | 2025年07月20日 | 41   | 東京都選挙区 | 公明党 | 60万6181票 | 8.71%  | 6    | 4/32               | /                            |